# 崇徳高校グリークラブ
崇徳高等学校グリークラブ（そうとくこうとうがっこうグリークラブ）は、崇徳学園の文化系の部活動団体の1つである男声合唱部である。
同校英語教諭であった天野守信により創部。
高等学校の男声合唱団としては珍しく、定期演奏会を開催するほか、有名な作曲家（大中恩）らに新曲を委嘱し、その初演を行うなどの活動もしている。また、指揮者として福永陽一郎に数年にわたって指揮を行っていた。かつては定期演奏会では観客が2000人を超えることも珍しくなく、中国地方だけではなく全国的な実力を誇っていた。全日本合唱コンクールにも出場しており、全国大会には過去21回出場して金賞10回、銀賞8回、銅賞2回、優良賞1回をそれぞれ受賞しているが、2006年を最後に全国大会には出場していない。
創設者でもあり、常任指揮者でもあった天野守信の勇退後、現在は現顧問である同校音楽教諭の小島克正、常任指揮者に崇徳グリーOBの伊藤晋平、指揮者、猪原龍吉による指導を行っている。年1回9月に行われる定期演奏会は44回を数え、最近ではミュージカルやオリジナルのメドレーを題材とした生徒企画ステージに力を注いでおり、演奏会のプログラムの中でも注目されている。最盛期は部員数が100名を超えていたが、近年は少子化などの影響もあって部員数が減少しており、ここ数年間は概ね40名前後の部員数で推移している。卒業後はOB合唱団である広島オルフェオンや地域の合唱団などで合唱を続ける者も多い。

## 略歴
- 1968年 創部
- 1970年 「男声合唱の夕べ」に参加
- 1971年 第1回定期演奏会開催
- 1973年 全日本合唱コンクール全国大会初出場（優良賞）
- 1974年 全日本合唱コンクール全国大会にて初の金賞受賞
- 1985年 第1回海外演奏旅行を行う
- 2000年 第30回定期演奏会を最後に天野守信引退
- 2006年 新体制後初の全日本合唱コンクール全国大会出場（銅賞）
- 2010年 定期演奏会は40回を数える

## 主な初演作品
- 湯山昭 - 「ゆうやけの歌」
- 多田武彦 - 「海に寄せる歌」「日本の舟歌」「遠いふるさと」
- 南弘明 - 「月下の一群第一集」「月下の一群第二集」
- 大中恩 - 「光のうた」
- 新実徳英 - 「祈り」
- 池辺晋一郎 - 「王様」
- 高嶋みどり - 「メッセージII」
- 平吉毅州 - 「五つの男声合唱曲集」
- ディノス・コンスタンティニデス - 「ギリシャの三つの歌」
- 荻久保和明 - 「縄文・詩篇」
- 三善晃 - 「だれもの探検」
- 伴谷晃二 - 「風の祈り」

## 全日本合唱コンクール全国大会受賞歴
| 回 | 年   | 受賞   | 自由曲                                                                  |
| -- | ---- | ------ | ----------------------------------------------------------------------- |
| 26 | 1973 | 優良賞 | 組曲「富士山」（多田武彦）より 作品第壹                                 |
| 27 | 1974 | 金     | 組曲「海の構図」（中田喜直）より かもめの歌、神話の巨人                 |
| 29 | 1976 | 金     | 男声合唱とピアノのための「ゆうやけの歌」（湯山昭）                      |
| 30 | 1977 | 銀     | Messe Solennelle（アルベル・デュオパ）より Gloria                       |
| 31 | 1978 | 銅     | 組曲「島よ」（大中恩）より 第III章、第IV章                              |
| 34 | 1981 | 銀     | 組曲「隠岐四景」（堀悦子）より 伊三郎節、牛突き唄                       |
| 35 | 1982 | 銀     | 男声合唱とピアノによる「祈り」（新実徳英）                              |
| 36 | 1983 | 銀     | 「合唱のためのコンポジションIII」（間宮芳生）より 艫、引き念佛          |
| 37 | 1984 | 金     | 男声合唱とピアノによる「祈り」（新実徳英）                              |
| 38 | 1985 | 金     | 組曲「青いメッセージ」（高嶋みどり）より ごびらっふの独白               |
| 39 | 1986 | 銀     | 男声合唱とピアノのための「ゆうやけの歌」（湯山昭）                      |
| 40 | 1987 | 金     | 合唱による風土記「阿波」（三木稔）より もちつき、たたら                 |
| 41 | 1988 | 金     | 男声合唱とピアノのための「祈りの虹」（新実徳英）より ヒロシマにかける虹 |
| 42 | 1989 | 金     | 男声合唱とピアノのための「メッセージII」（高嶋みどり）                  |
| 43 | 1990 | 銀     | 男声合唱曲「縄文ラプソディー」（荻久保和明）より 滝壺舞踏               |
| 44 | 1991 | 銀     | 「合唱のためのコンポジションIII」（間宮芳生）より 艫、引き念佛          |
| 46 | 1993 | 金     | 男声合唱とピアノのための「メッセージII」（高嶋みどり）                  |
| 48 | 1995 | 金     | 2群の男声合唱及びピアノと打楽器のための「祈りの炎」（荻久保和明）       |
| 49 | 1996 | 銀     | 組曲「隠岐四景」（堀悦子）より 伊三郎節、牛突き唄                       |
| 51 | 1998 | 金     | 男声合唱組曲「縄文」（荻久保和明）より 行進                             |
| 59 | 2006 | 銅     | 男声合唱とピアノのための「風の祈り」（伴谷晃二）より 熊野の古道         |

## 海外演奏旅行歴
| 回数 | 年   | 旅行先                                   |
| ---- | ---- | ---------------------------------------- |
| 1    | 1985 | ハワイ                                   |
| 2    | 1988 | ドイツ、イタリア                         |
| 3    | 1990 | ニューヨーク、アメリカ東海岸都市         |
| 4    | 1991 | ギリシャ                                 |
| 5    | 1993 | カナダ、アメリカ西海岸主要都市           |
| 6    | 1994 | ニューヨーク、アメリカ東海岸都市         |
| 7    | 1995 | イギリス、オーストリア、チェコ、イタリア |
| 8    | 1998 | ニューヨーク                             |

なお、ニューヨークでは3度とも、音楽の殿堂カーネギー・ホールでの公演を行っている。

## その他
- 中国放送製作の「TIM神様の宿題」の初回放送分が崇徳高校であり、グリークラブが見事第一回目の「神様の宿題に挑戦」を達成している。
- フジテレビ系列で放送された「第8回ハモネプ」において、グリークラブ部員数名によって結成された「θ」が、大会では数少ない高校生チームとして出場した。
- 一時期、川向いにある広島ホームテレビのマスコットキャラクターの「ぽるぽるCM」の声をグリークラブが担当していたことがある。
- 広島テレビ製作の「ぐるぐるスクール」の初回放送分が崇徳高校であり、グリークラブがCOWCOWと共に「あたりまえ崇徳」を披露している。

## 著名な出身者
- 南一誠（演歌歌手）3期
- 若井雄司（合唱指揮者　名古屋地区を主に活動）5期
- 太田務（合唱指揮者）13期
- 石原祐介（合唱指揮者　関西地区を主に活動）23期
- 中本吉成（ミュージカル座演出家）26期
- 福田心平（広島市議会議員）26期
- HIPPY（本名：石川寛樹 シンガーソングライター）31期（彼はOBではありません！途中で退部しています）